# Francisco Silvela
Francisco Silvela y de Le Vielleuze (Madrid, 15 de diciembre de 1845-Madrid, 29 de mayo de 1905) fue un político y académico español, presidente del Consejo de Ministros y ministro de Gobernación, de Gracia y Justicia, de Estado y de Marina durante la regencia de María Cristina de Habsburgo y primeros meses del reinado de Alfonso XIII.

## Biografía
Nació en Madrid el 15 de diciembre de 1845. Era hijo de Francisco Agustín Silvela, ministro de Gobernación y de Gracia y Justicia, vicepresidente del Congreso de los Diputados y magistrado del Tribunal Supremo, y de Luisa de Le Vielleuze y Sotés. Hermano de Manuel y Luis Silvela. Estudió Derecho en la Universidad Central de Madrid e ingresó en la Real Academia de Jurisprudencia y Legislación en 1862.

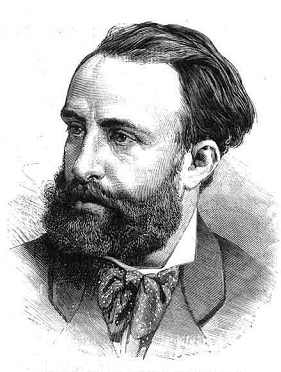
Silvela ca. 1879, cuando fue nombrado ministro de Gobernación en un gabinete presidido por Martínez Campos.

Inició su actividad política como diputado en las Cortes Constituyentes de 1870 en representación de Ávila, adscribiéndose al grupo conservador de Cánovas del Castillo. No participó en actividades políticas durante todo el sexenio revolucionario rechazando cualquier cargo político durante el reinado de Amadeo de Saboya y la Primera República.
En las Cortes de la Restauración representó al distrito abulense de Piedrahita en los años 1876, 1879, 1881, 1884, 1886, 1891, 1896, 1898, 1899, 1901 y 1903. Entre 1894 y 1895 sustituyó a Alejandro Mon Landa como diputado por el distrito pontevedrés de La Cañiza. Fue nombrado ministro de Gobernación en el gabinete de Martínez Campos en 1879, tras haberse ocupado de la Subsecretaría de este Ministerio desde 1875. Introdujo reformas en el sistema de beneficencia que suscitaron la oposición de Francisco Romero Robledo. Destacó por su disidencia en el seno del conservadurismo de la Restauración, movimiento dentro del cual defendía un régimen político parlamentario constitucional. Discrepó con Cánovas al rechazar el sistema de turno político basado en el caciquismo y el fraude electoral, y rechazó el sistema político canovista como decadente y sin moralidad.
Cuando se produjo la ruptura entre Robledo y Cánovas a raíz de la firma del Pacto de El Pardo con el establecimiento del turno político con el líder liberal Sagasta en 1881, Silvela se convirtió en el lugarteniente del líder conservador.
En 1885 fue nombrado ministro de Gracia y Justicia.
En el gobierno de Cánovas de 1890, ocupó el puesto de ministro de Gobernación, pero ante la reconciliación entre Francisco Romero Robledo y el líder conservador prefirió dimitir, y formar un nuevo grupo disidente: los silvelistas; con un programa en el que una parte importante era una reforma total del gobierno municipal como base para la creación de una moralidad política que impidiera el funcionamiento del caciquismo y la utilización de la política local para fines electoralistas. Pretendió realizar un proyecto regeneracionista desde arriba, que después sería continuado por Antonio Maura.
Liderazgo del Partido Conservador y presidencia del Consejo de Ministros

Tras el asesinato de Cánovas del Castillo en 1897, se impuso a otros aspirantes como Francisco Romero Robledo, Alejandro Pidal y Mon y Carlos Manuel O'Donnell en el liderazgo del Partido Conservador.

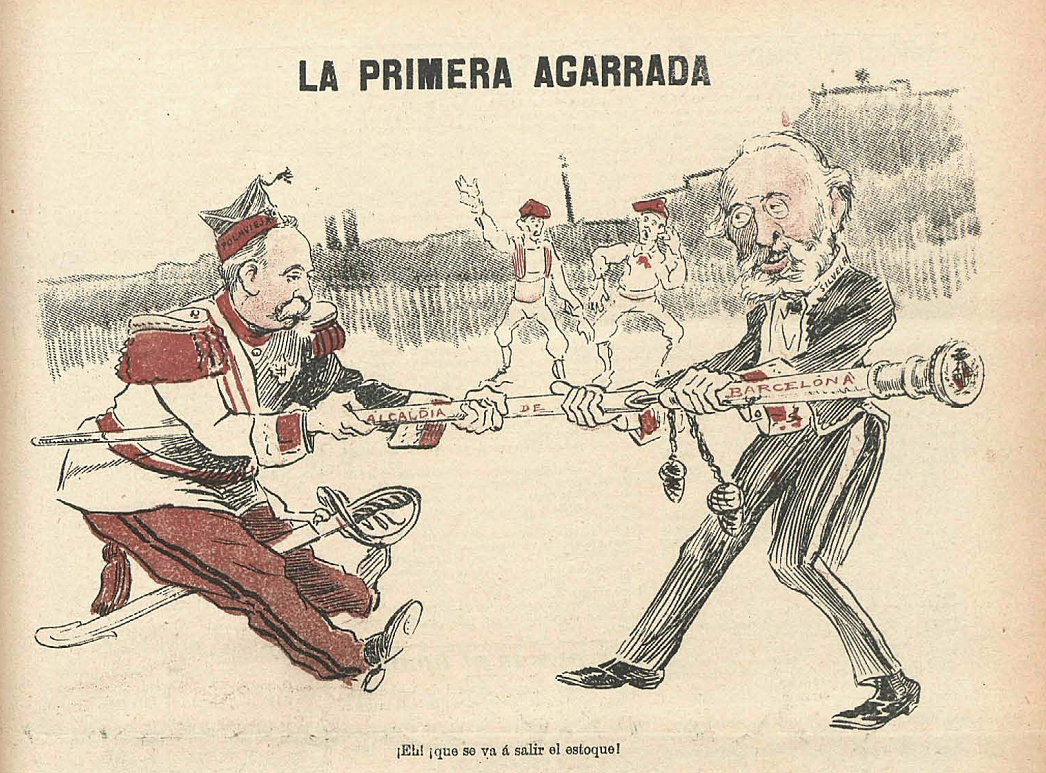
Silvela y el general Polavieja, en una caricatura de Gedeón de 1899.

Entre 1899 y 1903 ocupó dos veces la presidencia del Consejo de Ministros incorporando a su gabinete políticos como Raimundo Fernández Villaverde, Camilo Polavieja, Antonio Maura o Eduardo Dato. En su primer gobierno acumuló también la cartera de Estado y en el segundo la cartera de Marina.
En el año 1900, cuando era Ministro de Estado, inició las negociaciones con Francia para delimitar definitivamente las fronteras de las colonias del Sahara Español y de Guinea Española respecto de las colonias francesas vecinas, lo que concluiría con la firma del Tratado de París de 1900. Poco después, cuando era ministro de Marina, firmó un Decreto del 18 de mayo de 1900 por el que se dieron de baja 25 unidades por considerarse inútiles para el servicio militar.
En 1903 se retiró definitivamente de la vida política no sin antes designar a Antonio Maura como su sucesor. Silvela, que en 1905 era presidente del Consejo de Administración de la Compañía MZA, falleció el 29 de mayo de 1905, a las siete y cinco de la tarde en su domicilio del número 25 de la madrileña calle de Lista.

## Vida intelectual y personal

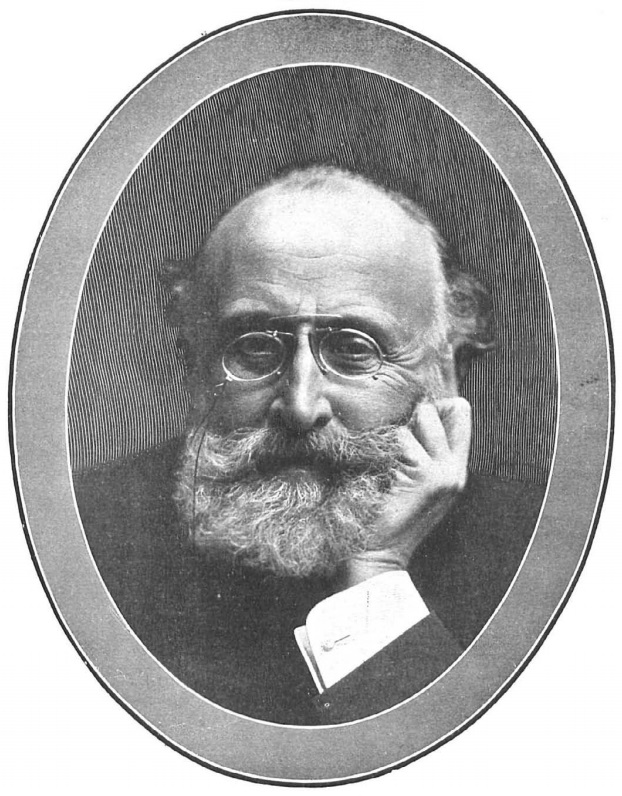
Retrato obra de Kaulak publicado en 1904 en la revista Nuevo Mundo

Silvela también fue un destacado ensayista y escritor que editó obras históricas, jurídicas, ensayos y colaboró en publicaciones como La Época, La Revista de España, El Imparcial y El Tiempo. El 16 de agosto de 1898 publicó en el diario El Tiempo un famoso artículo en reacción a la pérdida de Cuba: «Sin Pulso», en el que proponía «dejar la mentira y desposarse con la verdad». Perteneció a la Real Academia de Ciencias Morales y Políticas, a la Real Academia de Jurisprudencia y Legislación y a la Real Academia de la Historia.
Casado con la malagueña Amalia Loring y Heredia (hija del primer marqués de Casa Loring y de Amalia Heredia Livermore), tuvieron varios hijos (entre ellos Jorge). En 1915 le concedieron el título nobiliario de marquesa de Silvela, con grandeza de España, en honor a los méritos de su difunto marido.

## Obras
- Cartas de la Venerable Sor María de Agreda y El Señor Rey Don Felipe IV. (1885)
- La Filocalia, o arte de distinguir a los cursis de los que no lo son - en colaboración con Santiago Liniers - (1868)